# Zveza slovenskih organizacij na Koroškem
Zveza slovenskih organizacij na Koroškem (nemško Zentralverband slowenischer Organisationen in Kärnten), kratica: ZSO) je krovna organizacija slovenskih organizacij na avstrijskem Koroškem. Svoj sedež ima v Celovcu.
ZSO se ima za neodvisno od političnih strank. Bila je ustanovljena leta 1955, da bi se ločila od cerkveno povezanega Narodnega sveta Koroških Slovencev in je zato politično umeščena na levo.

## Zgodovina
Po drugi svetovni vojni je bila ustanovljena Osvobodilna fronta za slovensko Koroško, ki je zastopala koroške Slovence. Od nje se je leta 1949 odcepil cerkveno usmerjeni Narodni svet koroških Slovencev. Kot protiutež je leta 1949 nastala tudi Demokratična fronta delovnega ljudstva, iz katere je leta 1955 nastala ZSO.

## Sodelovanje
ZSO sodeluje z Narodnim svetom koroških Slovencev v Koordinacijskem odboru  in od leta 2003 skupaj izdajajo slovenski tednik Novice.
ZSO sodeluje s Skupnostjo koroških Slovencev in Slovenk, ki se je leta 2003 odcepila od Narodnega sveta, v „Odboru skupnosti“..
Zveza slovenskih organizacij (SZO) skupaj s Slovensko prosvetno zvezo (SPZ) podeljuje nagrado Vincenza Riazza posameznikom in organizacijam, ki so izjemno zaslužni za medkulturno razumevanje.

## Članske organizacije
- Slovensko šolsko društvo
- Zveza slovenskih pregnank in pregnancev (ZSP)
- Zveza koroških partizanov in prijateljev protifašističnega odpora (ZKP)
- Zveza slovenskih žena (ZSŽ)
- Slovensko Planinsko Društvo Celovec
- Strokovno pedagoško združenje
- Mladi rod
- Novice - SloMedia GmbH

## Spletne povezave
- domača stran ZSO